# Nissan Moco
Nissan Moco – samochód osobowy typu kei car, produkowany wspólnie z Suzuki MR Wagon w latach 2001-2016. 

## Pierwsza generacja
Nissan Moco I został wprowadzony do produkcji w 2001 roku. Występował z 4-biegową skrzynią automatyczną i dwoma silnikami benzynowym – 0,7 / 54 i dieslem 0,7 / 60.
Produkcję zakończono w 2006 roku.

## Druga generacja
Nissan Moco II to mikrovan typu kei car produkowany w Japonii. Wymiarami ani paletą silników nie różni się od poprzednika. Wyposażenie[2] pojazdu obejmuje nawet ABS.
Nissan może być wyposażony w benzynowy silnik R3 0,7 / 54 KM i turbodiesla 0,7 / 60 KM, także trzycylindrowego. Produkcję zakończono w 2011 roku.

## Trzecia generacja
Produkcja modelu Nissan Moco III rozpoczęła się 15 lutego 2011 roku. Samochód zastąpił poprzednią generację produkowaną od 2006 roku. Na razie samochód występuje z dwoma silnikami o pojemności 0,66 l. Pierwszy ma moc 52 KM, a drugi 64. Oba występują z 4-biegową przekładnią automatyczną CVT. Moco III może mieć napęd na przód lub na wszystkie koła.

## Galeria

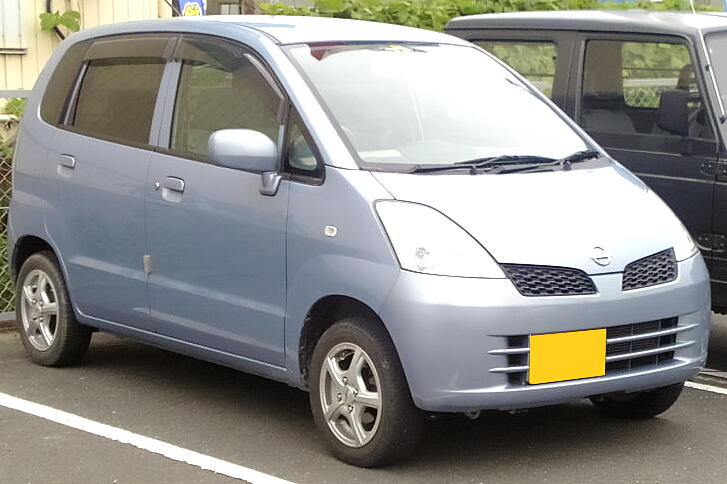
Nissan Moco I z przodu
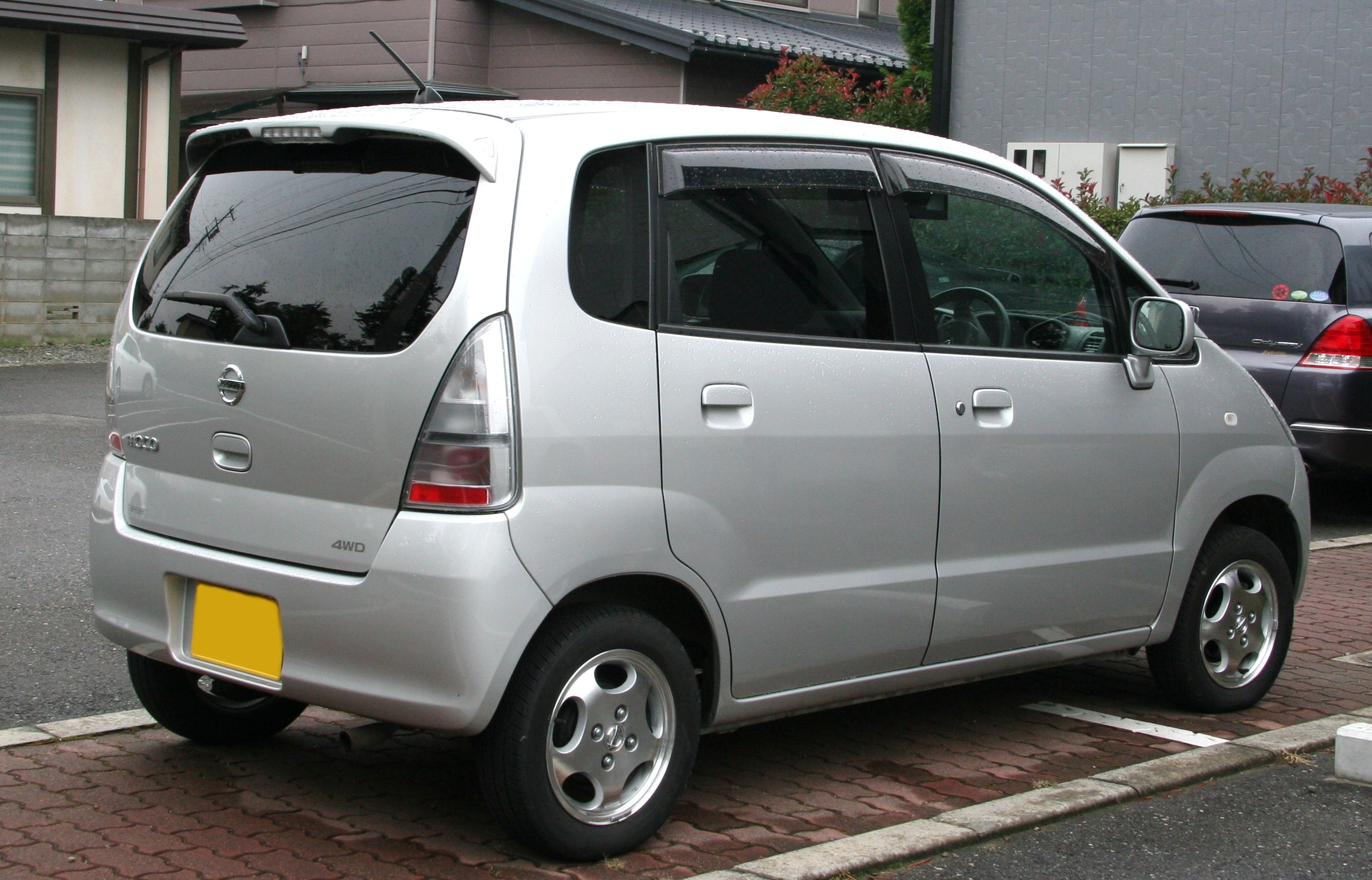
Nissan Moco I od tyłu
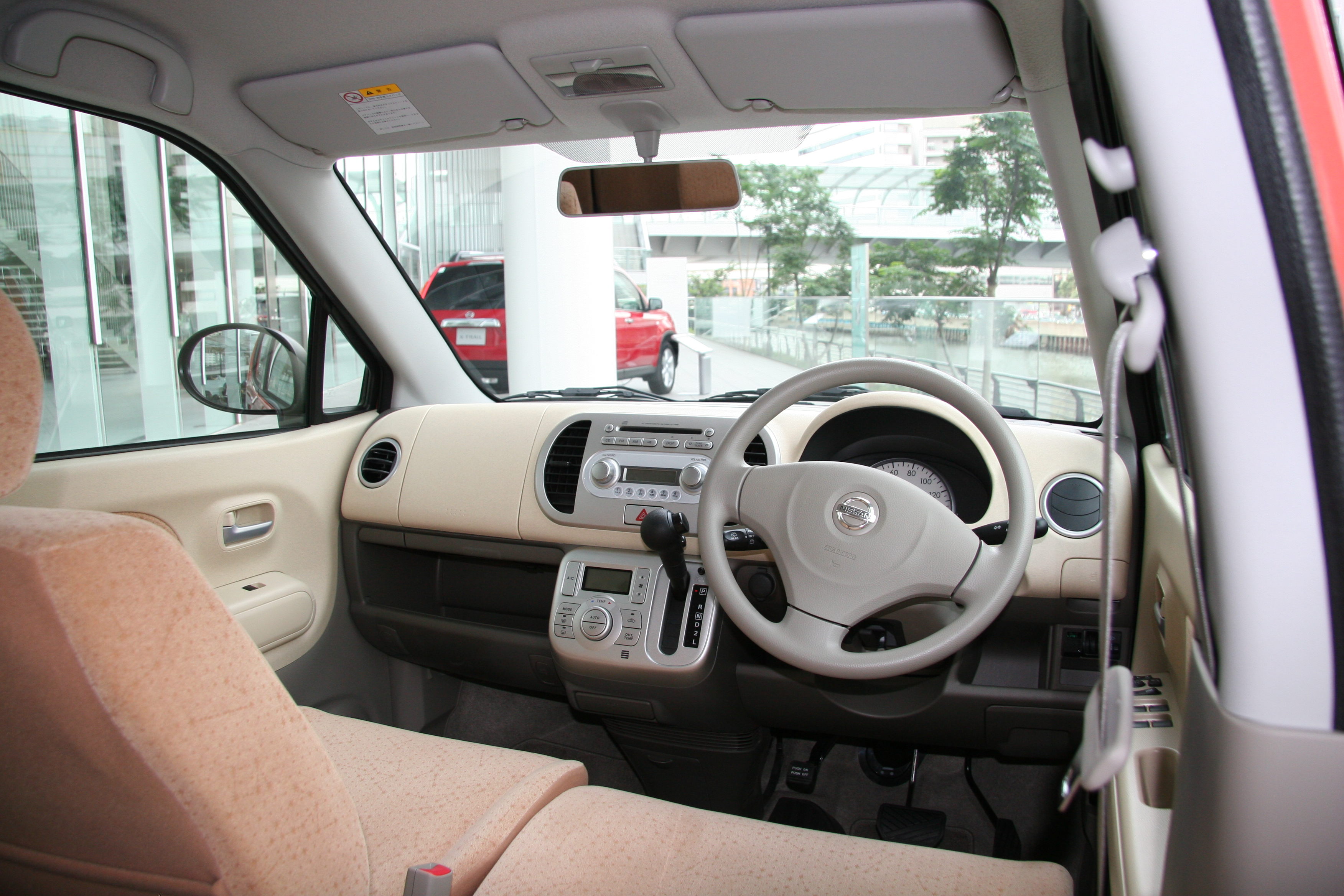
Nissan Moco II w środku
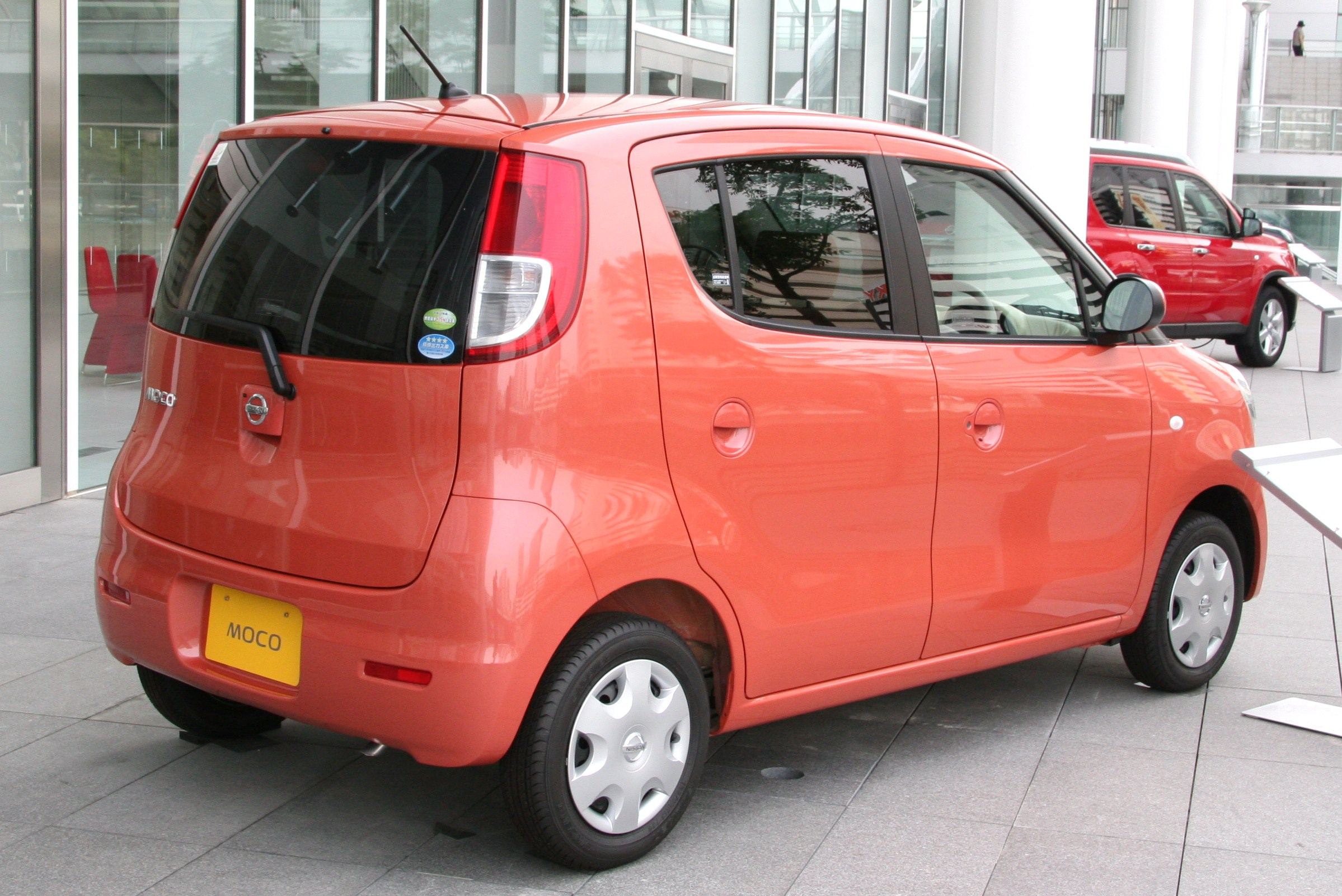
Nissan Moco II z tyłu
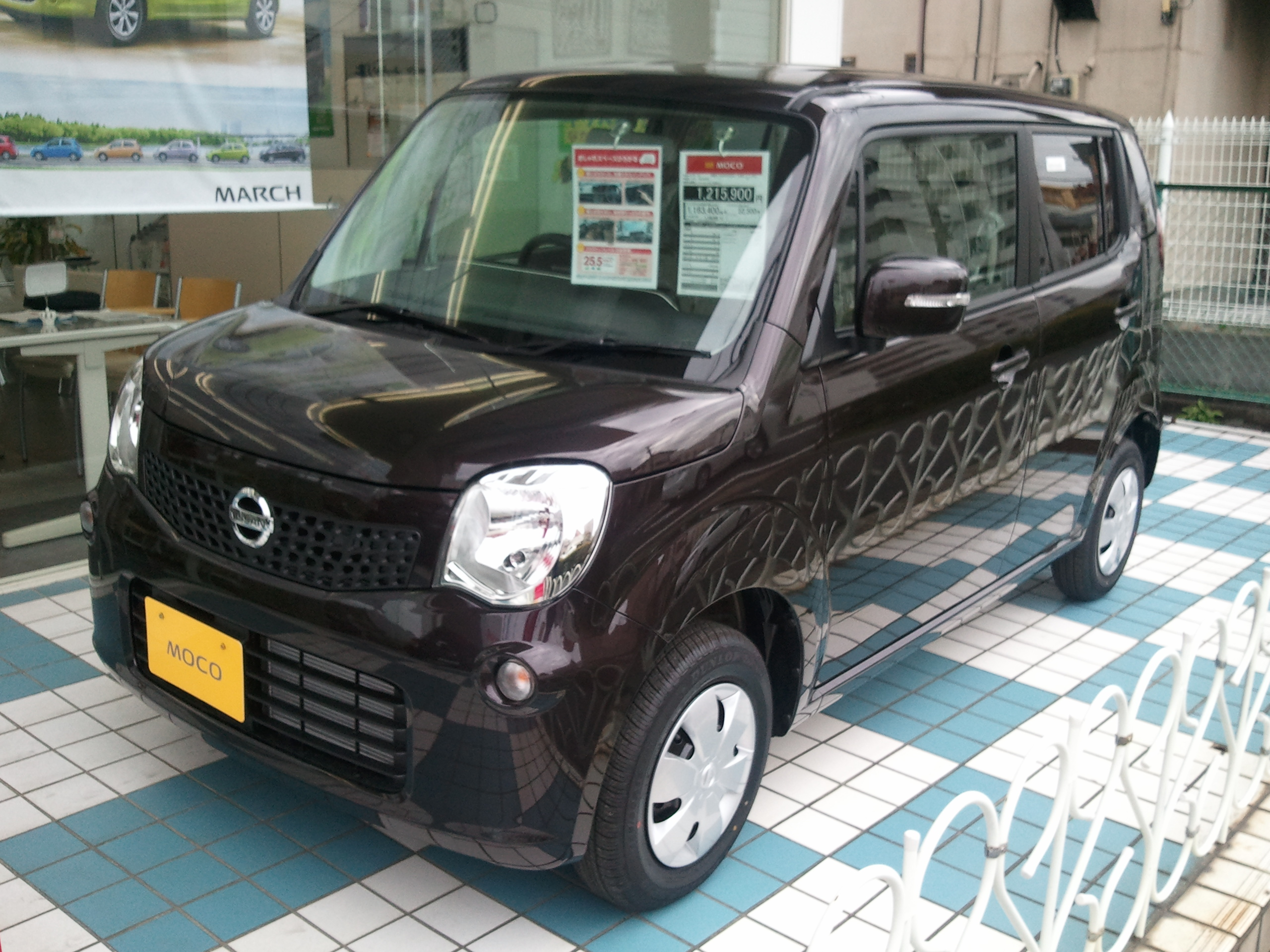
Nissan Moco III
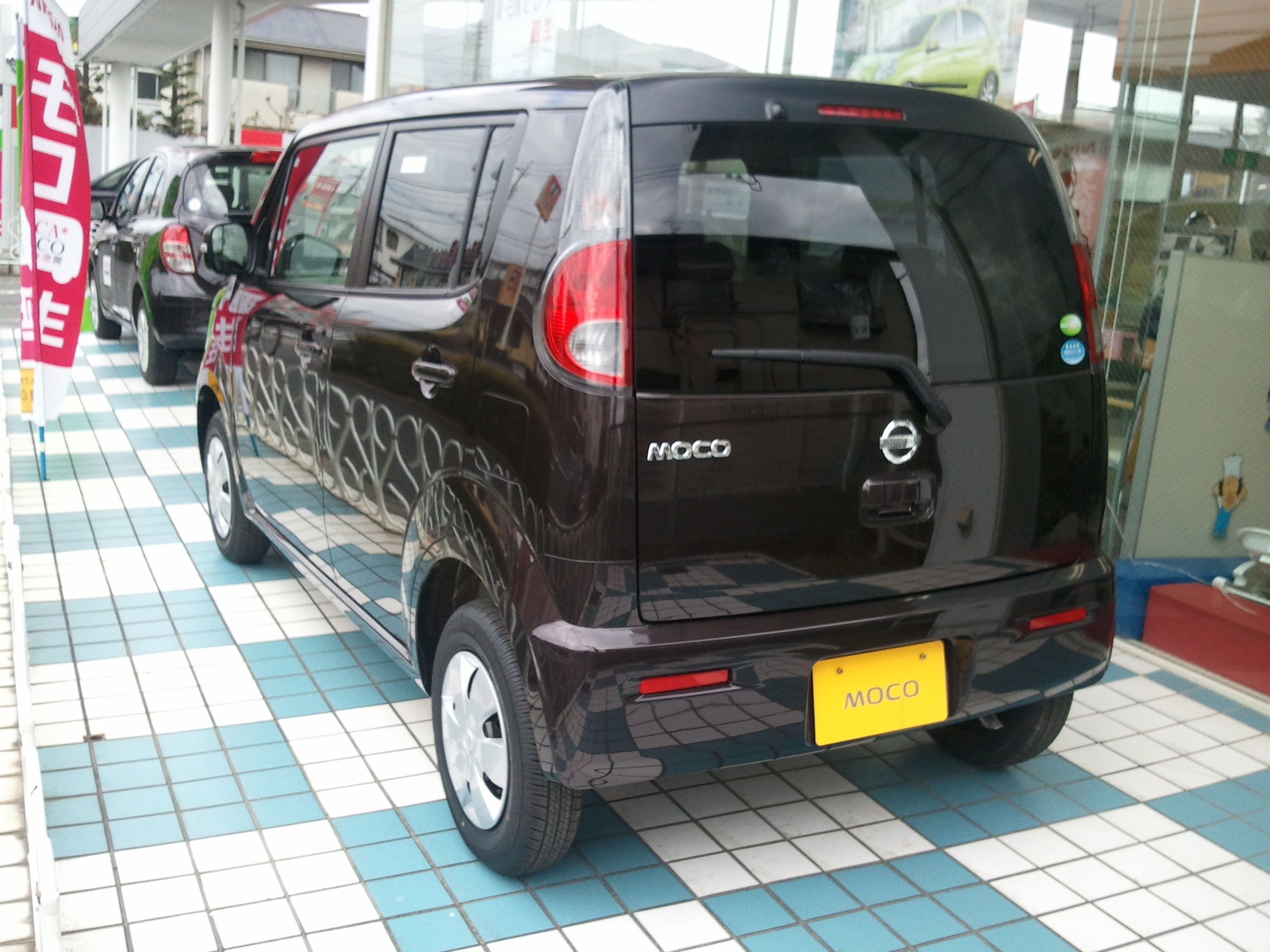
Tył trzeciej generacji
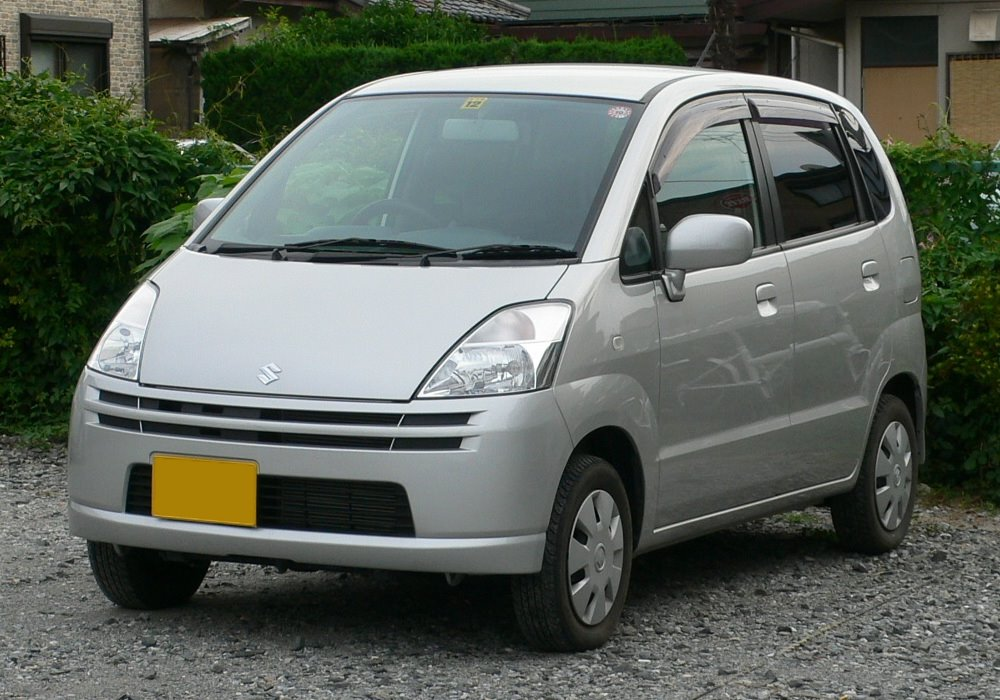
Suzuki MR Wagon